# Сант'Андреа Јонио Марина (Катанцаро)
Сант'Андреа Јонио Марина је насеље у Италији у округу Катанцаро, региону Калабрија.
Према процени из 2011. у насељу је живело 1078 становника. Насеље се налази на надморској висини од 24 м.